# Javier del Granado
Don  Francisco Javier del Granado y Granado (27 de fevereiro de 1913 — 15 de maio de 1996) foi um poeta laureado e filho predileto da Bolívia.
Nascido em uma família aristocrata de rica linhagem literária, ele passou a maior parte de sua juventude na fazenda colonial da família perto de Arani, no departamento de Cochabamba, Colpa-Ciaco, um patrimônio do século XVI e que outrora serviu de convento. Suas obras foram em muito influenciadas pelo seu contato com a natureza e a vida tranqüila no interior, combinando ambientação épica e crônica histórica com temas rurais e indígenas e o uso, além do espanhol, de idiomas indígenas, principalmente o Quechua (a língua dos incas).   Seu vasto trabalho literário, de inspiração nativa, com cultivo de formas métricas tradicionais, como o soneto e a balada, já foi comparado à obra do notável acadêmico das letras mexicano, Alfonso Reyes.
O poeta-mestre boliviano alcançou amplo reconhecimento, e recebeu grande número de prêmios nacionais e internacionais no decorrer de uma carreira que ultrapassou meio século.  Seu falecimento foi marcado por três dias de luto nacional, e seu cortejo fúnebre foi uma solenidade de estado. Em sua memória, a Bolívia consagrou duas avenidas e uma praça, ergueu um monumento, além de lançar um selo comemorativo em sua homenagem.

## Bibliografia

Javier del Granado, óleo sobre tela de Silvia Peñaloza